# Saint-Roch-sur-Égrenne
Saint-Roch-sur-Égrenne är en kommun i departementet Orne i regionen Normandie i nordvästra Frankrike. Kommunen ligger i kantonen Passais som tillhör arrondissementet Alençon. År 2022 hade Saint-Roch-sur-Égrenne 150 invånare.

## Befolkningsutveckling
Antalet invånare i kommunen Saint-Roch-sur-Égrenne
| Referens: INSEE |